# Resistência fiscal

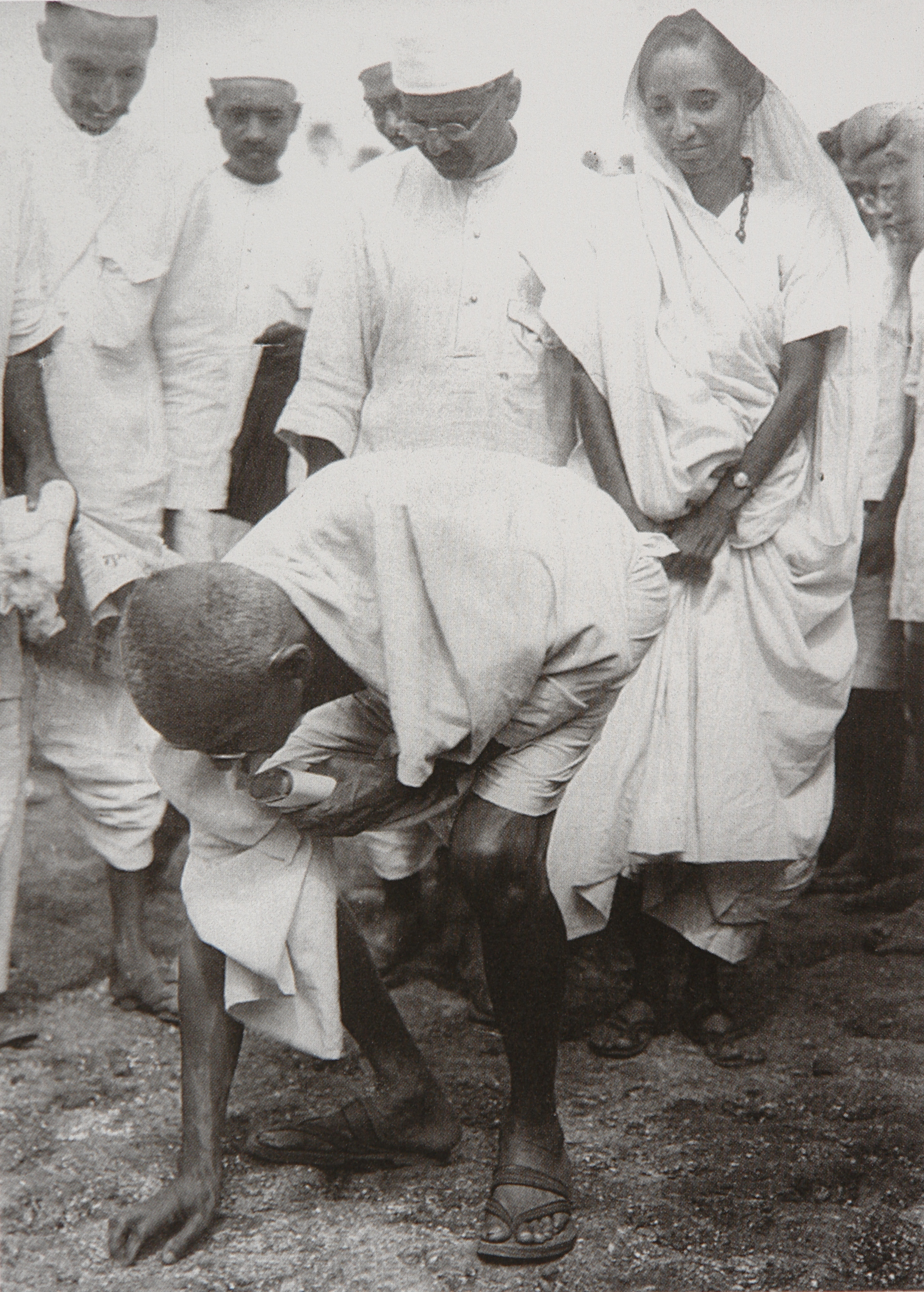
Gandhi na resistência contra os impostos cobrados pelo sal.

Resistência fiscal é a recusa de pagar imposto por causa da oposição ao governo que está impondo o imposto ou para a política do governo ou como oposição ao conceito de tributação em si. Resistência fiscal é uma forma de ação direta e em caso de violação das normas fiscais, uma forma de desobediência civil. Exemplos de campanhas de resistência fiscais incluem aqueles como a Marcha do Sal liderada por Mohandas Gandhi, e aqueles que promovem o sufrágio feminino, como os da Women's Tax Resistance League.
Resistência à guerra fiscal é a recusa em pagar alguns ou todos os impostos que pagam para a guerra sendo uma forma de resistência não-violenta. Resistência fiscal à guerra pode ser praticado por objetores de consciência, pacifistas, ou aqueles protestando contra uma guerra particular. Por exemplo, resistentes à guerra pode optar por evitar os impostos ao aceitar uma vida simples abaixo do limiar de imposto de renda.

## História

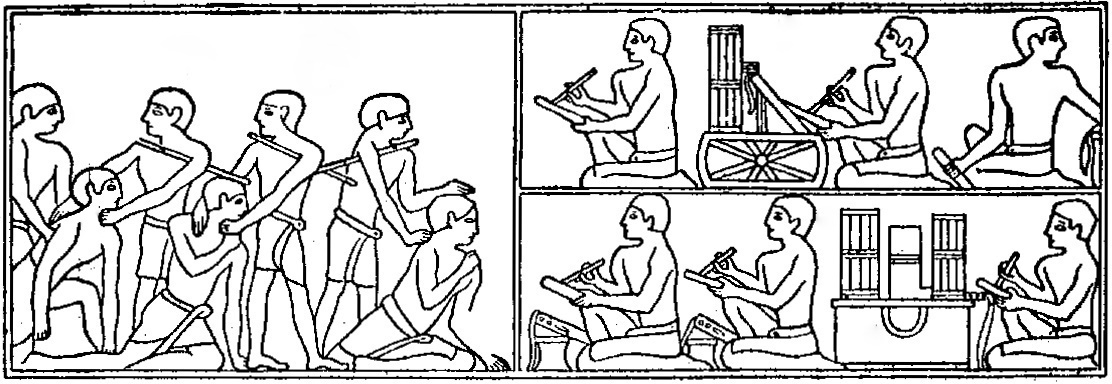
Camponeses egípcios apreendidos por falta de pagamento de impostos.

As formas mais antigas e mais difundida de tributação foram a corveia e o dízimo. A corveia era imposta pelo Estado como trabalho forçado em camponeses muito pobres para pagar outras formas de tributação.

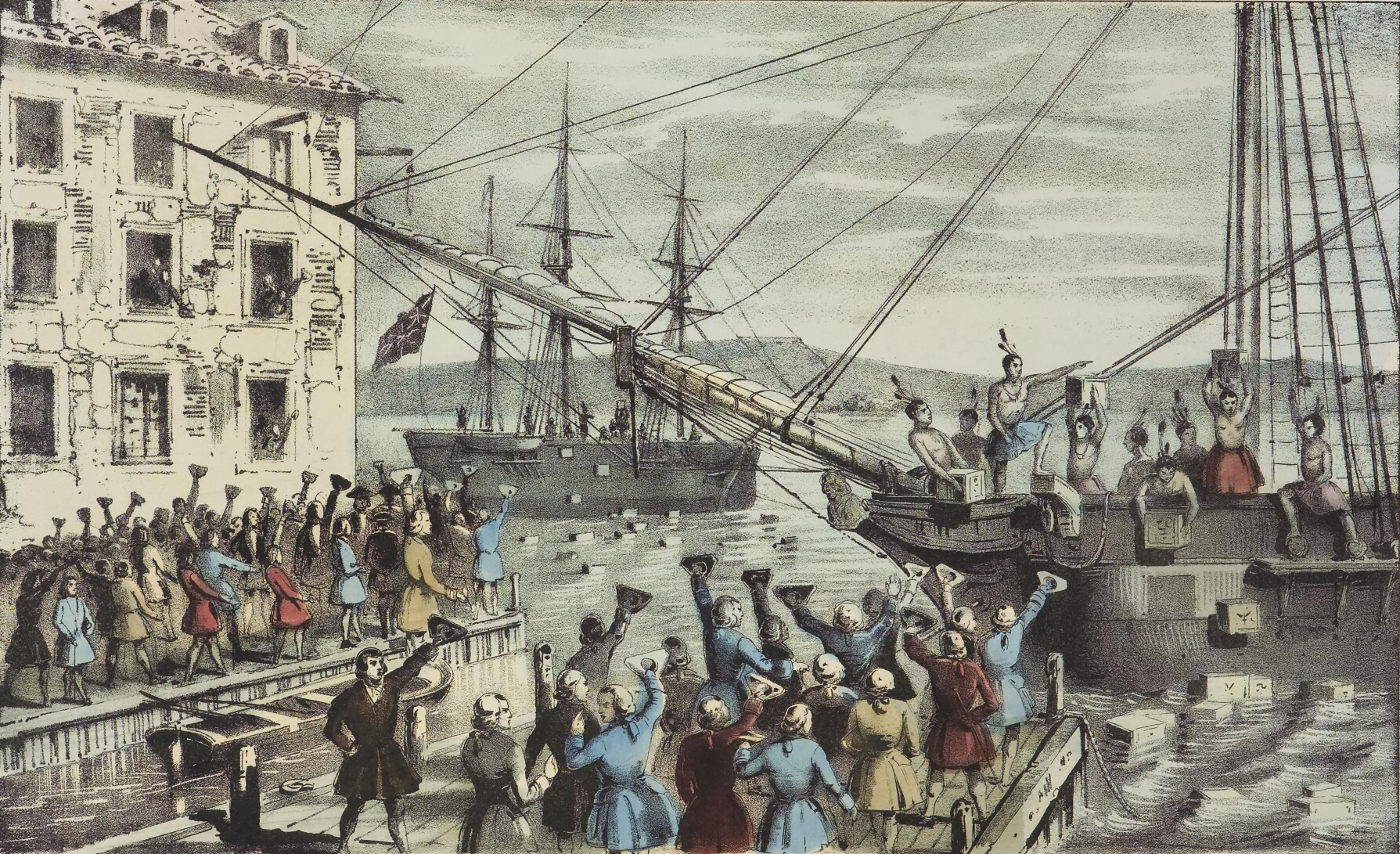
Festa do Chá de Boston em 16 de dezembro de 1773.

Porque a tributação é muitas vezes percebida como opressiva, os governos têm sempre lutado com descumprimento fiscal e resistência. Na verdade, tem sido sugerido que a resistência fiscal desempenhou um papel significativo na queda de vários impérios, incluindo o egípcio, romano, espanhol e azteca.
Relatos de recusa de imposto coletivo incluem os zelotes que resistiam ao imposto de votação romana durante o século I, culminando com a primeira guerra judaico-romana. Outros eventos históricos que originaram como revoltas fiscais incluem a Carta Magna, a Revolução Americana e a Revolução Francesa.
Resistentes fiscais, muitas vezes destacam a relação entre imposto de renda e a guerra. Na Grã-Bretanha o imposto de renda foi introduzido em 1799, para pagar armas e equipamentos em preparação para a guerras napoleônicas, enquanto o governo federal dos EUA impôs o seu primeiro imposto de renda no Revenue Act de 1861 para ajudar a pagar a Guerra Civil Americana.[carece de fontes?]

## Ideais e objetivos
Resistentes fiscais vêm de uma ampla gama de diversas ideologias e objetivos. Henry David Thoreau e William Lloyd Garrison se inspiraram na Revolução Americana e no pacifismo teimoso dos Quakers. Alguns resistentes fiscais se recusam a pagar impostos, porque sua consciência não lhes permite de financiar a guerra, enquanto outros resistem aos impostos como parte de uma campanha para derrubar o governo.
Resistentes fiscais variam muito, existiram revolucionários violentos como John Adams; pacifista como John Woolman; comunistas como Karl Marx; capitalistas como Vivien Kellems; ativistas solitários antiguerra como Ammon Hennacy ou líderes de movimentos de independência como Mahatma Gandhi.

## Métodos
Como um exemplo dos inúmeros métodos de resistência fiscal, a seguir são algumas das técnicas legais e ilegais usados por opositores guerra fiscal:
- Legal
  - reduzir seus pagamentos de impostos por meio técnicas legais de evasão fiscal.

- Pagar sob protesto
  - Alguns contribuintes pagam os seus impostos, mas incluem cartas de protesto, juntamente com seus formulários de imposto.

- Ilegal
  - reduzir seu imposto pago através evasão fiscal ilegal. Por exemplo, uma maneira de fugir do imposto de renda é só trabalhar sem ser registrado, contornando o imposto retido na fonte.[9]